# ヘンリー・バーグマン
ヘンリー・バーグマン（Henry Bergman; 1868年2月23日 - 1946年10月22日）はアメリカの俳優。カリフォルニア州サンフランシスコ出身。チャーリー・チャップリンとの共演で知られる。

## 来歴
舞台俳優としてブロードウェイなどに出演していた。46歳の時にはじめて映画に出演。チャップリンがミューチュアル社と契約した後、『チャップリンの番頭』(1916年)から『モダン・タイムス』（1936年）までの全てのチャップリン作品に出演し、ときには助監督も務め、彼の右腕であり良き親友でもあった。
『Henry`s』という名のレストランを経営していたことがあり、チャップリンはそこの常連客で、レンズ豆スープとコールスローをよく注文していたという。

## 主要な作品
- Almost a Scandal（1915年）夫[1]
- チャップリンの番頭（1916年）質屋の主人
- チャップリンの舞台裏（1916年）歴史映画の監督
- チャップリンのスケート（1916年）スタウト夫人・レストランで怒る客 (二役)
- チャップリンの勇敢（1917年）アナキスト
- チャップリンの霊泉（1917年）マッサージ師
- チャップリンの移民（1917年）太った農婦・カフェの画家 (二役)
- チャップリンの冒険（1917年）エドナの父で判事
- 犬の生活（1918年）太った失業者・酒場の客の女 (二役)
- 担へ銃（1918年）太ったドイツの軍曹・ヒンデンブルク元帥・バーテンダー(三役)
- サニーサイド（1919年）村人・エドナの父 (二役)
- 教授（1919 - 1922年）太ったユダヤ人の安宿の宿泊客
- 一日の行楽（1919年）船長・車の男・巨漢の警官 (三役)
- キッド（1921年）興行主・木賃宿の管理人 (二役)
- のらくら（1921年）ゴルフ場で寝ている男・警官の制服姿の訪問客 (二役)
- 給料日（1922年）仕事仲間
- 偽牧師（1923年）駅の男・列車の保安官 (二役)
- 巴里の女性（1923年）ウェイター長
- 黄金狂時代（1925年）ハンク・カーティス
- サーカス（1928年）年老いたピエロ
- 街の灯（1931年）市長・花売り娘の階下の住人 (二役)
- モダン・タイムス（1936年）キャバレーの主人